# Walker Ferguson
Walker Ferguson (* 26. Februar 1982) ist ein US-amerikanischer Mountainbike- und Cyclocrossfahrer.
Walker Ferguson gewann bei den Cyclocross-Weltmeisterschaften 2000 in Sint-Michielsgestel die Silbermedaille hinter Bart Aernouts. Bei den Mountainbike-Weltmeisterschaften in der Sierra Nevada wurde er Weltmeister im Cross Country. Im nächsten Jahr gewann er die Bronzemedaille in der U23-Klasse. 2004 und 2005 fuhr er für Health Net-Maxxis und in den Jahren 2007 und 2008 fuhr er für das Continental Team Toyota-United.

## Erfolge – Mountainbike
2000
- Weltmeister – Cross Country (Junioren)

## Teams
- 2004 Health Net-Maxxis
- 2005 Health Net-Maxxis

- 2007 Toyota-United
- 2008 Toyota-United